# A Zöld-foki Köztársaság labdarúgó-bajnoksága (első osztály)
A Campeonato Nacional de Cabo Verde a Zöld-foki Köztársaság labdarúgó bajnoksága legfelsőbb osztályának elnevezése. 1976-ban alapították és 18 csapat részvételével zajlik. 1953-ban még portugál gyarmatként már volt nemzet bajnoksága az országnak. A bajnok a bajnokok Ligájában indulhat.

## A 2012-es bajnokság résztvevői

### A csoport
- Associação Académica da Brava
- Associação Académica do Fogo (São Filipe)
- Batuque FC
- Estrela dos Amadores (Tarrafal)
- FC Juventude
- Sporting Praia

### B csoport
- Académica Operária
- Académica Porto Novo
- Académico 83
- CS Mindelense
- Paulense Desportivo Clube
- SC Atlético (Ribeira Brava)

## Az eddigi bajnokok

### Gyarmati időszak
| - 1953: Académica (Mindelo) - 1954-55: nem volt bajnokság - 1956: CS Mindelense - 1957-59: nem volt bajnokság - 1960: CS Mindelense bt CD Travadores (Praia) - 1961: Sporting Clube da Praia - 1962: CS Mindelense | - 1963: Boavista - 1964: nem volt bajnokság - 1965: Académica (Praia) - 1966: CS Mindelense - 1967: Académica (Mindelo) - 1968: CS Mindelense bt CD Travadores (Praia) - 1969: Sporting Clube da Praia | - 1970: nem volt bajnokság - 1971: CS Mindelense - 1972: CD Travadores (Praia) 2-2 1-0 Académica (Mindelo) - 1973: Castilho (Mindelo) 1-0 Vitória (Praia) - 1974: Sporting Clube da Praia 2-1 Castilho (Mindelo) |  |

### Bajnoki címek eloszlása
| Klub                    | Bajnoki címek | Évek                               |
| ----------------------- | ------------- | ---------------------------------- |
| CS Mindelense           | 6             | 1956, 1960, 1962, 1966, 1968, 1971 |
| Sporting Clube da Praia | 3             | 1961, 1969, 1974                   |
| Académica (Mindelo)     | 2             | 1953, 1967                         |
| Castilho (Mindelo)      | 1             | 1973                               |
| CD Travadores           | 1             | 1972                               |
| Académica (Praia)       | 1             | 1965                               |
| Boavista                | 1             | 1963                               |

### Független államként
| - 1975 : nem volt bajnokság - 1976 : CS Mindelense (Mindelo) - 1977 : CS Mindelense (Mindelo) - nem volt bajnokság 1978-ban és 1979-ben - 1980 : Botafogo São Filipe bt CS Mindelense (Mindelo) - 1981 : CS Mindelense (Mindelo) - 1982 : nem volt bajnokság - 1983 : Académico Sal Rei 2-0 CS Mindelense (Mindelo) - 1984 : Derby FC (Mindelo) 3-2 on pens Académica (Espargos) - 1985 : Sporting Clube da Praia - 1986 : nem volt bajnokság - 1987 : Boavista (Praia) - 1988 : CS Mindelense (Mindelo) 2-0 0-1 Sporting Clube da Praia - 1989 : Académica (Mindelo) - 1990 : CS Mindelense - 1991 : Sporting Clube da Praia - 1992 : CS Mindelense (Mindelo) bt CD Travadores (Praia) - 1993 : Académica (Espargos) 2-2 2-1 Boavista (Praia) - 1994 : CD Travadores (Praia) 2-0 2-1 SC Atlético (São Nicolau) | - 1995 : Boavista (Praia) - 1996 : CD Travadores (Praia) - 1997 : Sporting Clube da Praia 0-0 1-1 CS Mindelense (Mindelo) - 1998 : CS Mindelense (Mindelo) - 1999 : GD Amarantes (Mindelo) 2-0 1-1 Vulcânicos (São Filipe) - 2000 : Derby FC (Mindelo) 1-1 1-0 Académica Operária (Sal-Rei) - 2001 : Onze Unidos (Vila de Maio) - 2002 : Sporting Clube da Praia - 2003 : Académico do Aeroporto (Espargos) 3-1 3-2 FC Ultramarina (Tarrafal) - 2004 : Sal-Rei FC (Sal-Rei) 2-0 1-2 Académica (Praia) - 2005 : Derby FC (Mindelo) 1-1 4-3 Sporting Clube da Praia - 2006 : Sporting Clube da Praia 1-0 2-2 Académico do Aeroporto (Espargos) - 2007 : Sporting Clube da Praia 0-0 1-1 Académica (Mindelo) - 2008 : Sporting Clube da Praia 0-1 3-0 FC Derby (Mindelo) - 2009 : Sporting Clube da Praia 2-0 1-1 Académica (Praia) - 2010 : Boavista (Praia) 2-0 1-0 Sporting Clube da Praia - 2011 : CS Mindelense 0-0 1-0 Sporting Clube da Praia - 2012 : Sporting Clube da Praia 1-1 0-0 SC Atlético (Ribeira Brava) |

## Bajnoki címek eloszlása
| Klub                    | Bajnoki címek | Évek                                                 |
| ----------------------- | ------------- | ---------------------------------------------------- |
| Sporting Clube da Praia | 9             | 1985, 1991, 1997, 2000, 2006, 2007, 2008, 2009, 2012 |
| CS Mindelense           | 8             | 1976, 1977, 1981, 1988, 1990, 1992, 1998, 2011       |
| Derby FC                | 3             | 1984, 2000, 2005                                     |
| Boavista (Praia)        | 3             | 1987, 1995, 2010                                     |
| CD Travadores           | 2             | 1994, 1996                                           |
| Académica (Mindelo)     | 1             | 1989                                                 |
| Académico Sal Rei       | 1             | 1983                                                 |
| Académico do Aeroporto  | 1             | 2003                                                 |
| Académica (Espargos)    | 1             | 1993                                                 |
| GD Amarantes (Mindelo)  | 1             | 1999                                                 |
| Botafogo São Filipe     | 1             | 1980                                                 |
| Onze Unidos             | 1             | 2001                                                 |

## Külső hivatkozások
- Információk Archiválva 2012. szeptember 26-i dátummal a Wayback Machine-ben a FIFA honlapján
- Információk az RSSSF honlapján